# Marja Młynkowa
Marja Młynkowa (deutsch Maria Möller, * als Maria Brezan (Marja Brězanec) am 1. Februar 1934 in Thommendorf; † 27. Februar 1971 in Bautzen/Budyšin) war eine sorbische Schriftstellerin, Lektorin und Literaturkritikerin. Sie schrieb in obersorbischer Sprache.

## Leben
Marja Młynkowa wurde in Thommendorf (heute polnisch Tomisław) geboren und besuchte von 1947 bis 1949 das „Lausitzer-sorbische Realgymnasium ÙMŠ“ (Łužisko-realny gymnazij ÚMŠ) in Varnsdorf und anschließend bis 1952 die „Sorbische Oberschule“ (Serbska wyša šula) in Bautzen. Bis 1955 studierte sie Germanistik und Pädagogik an der Universität Leipzig. Die folgenden drei Jahre war sie Mitarbeiterin der sorbischen Redaktion beim Verlag Volk und Wissen. Von 1958 bis 1960 arbeitete sie als Lektorin beim Domowina-Verlag und seit 1960 als freie Autorin und Literaturkritikerin. Ein Teil ihrer Werke wurde postum veröffentlicht. 

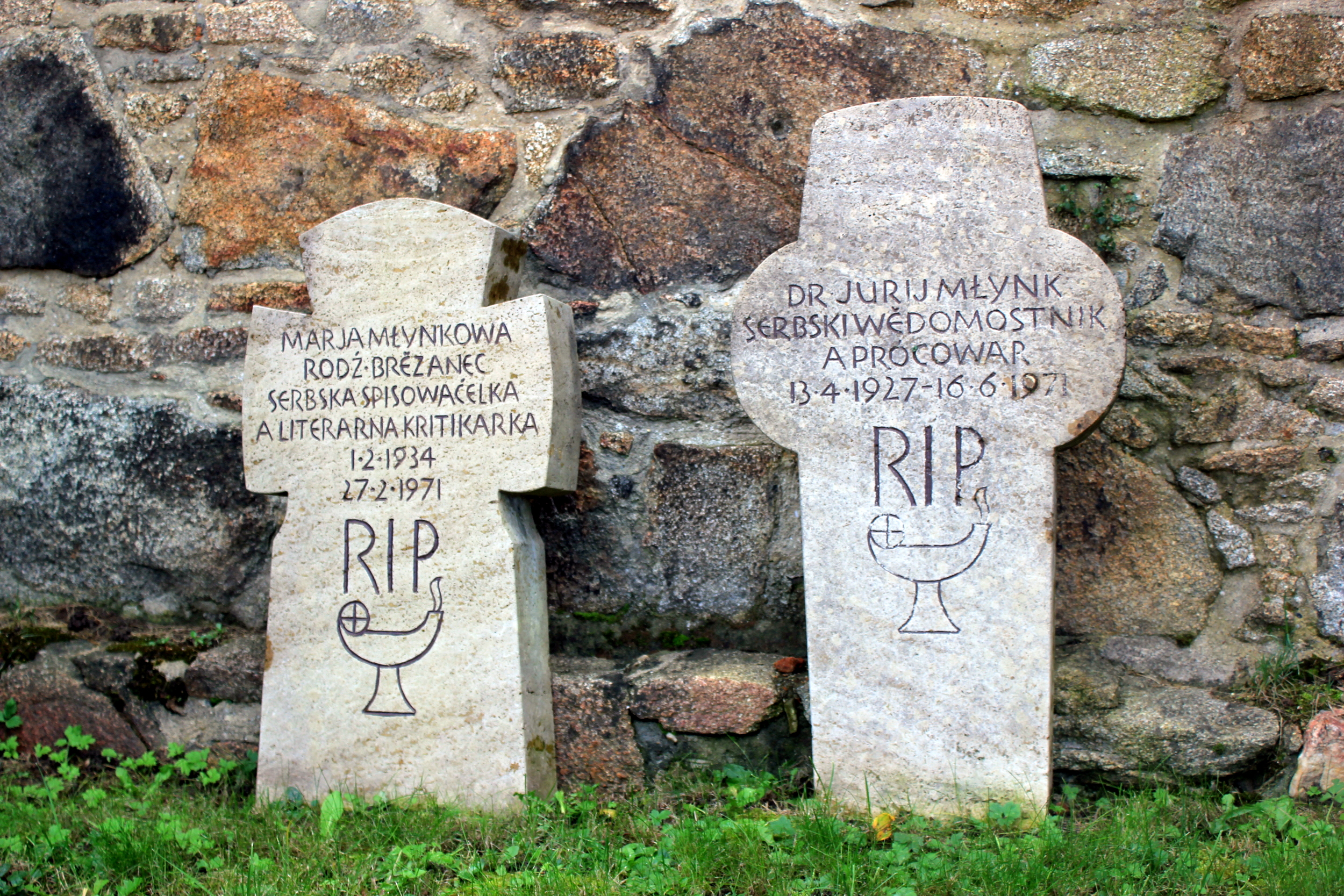
Grabsteine des Ehepaars auf dem Nikolaifriedhof in Bautzen

Młynkowa heiratete 1957 den Literaturwissenschaftler und Dichter Jurij Młynk (1927–1971). Die gemeinsame Tochter, die Schriftstellerin Měrka Mětowa, wurde 1959 geboren. Marja Młynkowa starb am 27. Februar 1971 in Bautzen. Das Ehepaar ist auf dem katholischen Nikolaifriedhof in der Stadt begraben.

## Ausgewählte Werke
- Starosće w dźewjatce. Domowina, Budyšin 1964.
- Kostrjanc a čerwjeny mak. Domowina, Budyšin 1965.
- Dny w dalinje. Domowina, Budyšin 1967.
- Z wótrym wóčkom. Wuběrk literarno-kritiskich dżěłow. Domowina, Budyšin 1973.
- Dundak Matej. A druhe powědančka za dźěći. Domowina, Budyšin 1975. (Jugendbuch)
- Za płotom. Krótko-powědančka. Domowina, Budyšin 1977.
- Zhromadźene spisy. Zwjazk 1. Powědančka a drobna proza. Domowina, Budyšin 1994.
- Zhromadźene spisy. Zwjazk 2. Dny w dalinje. Domowina, Budyšin 1994.
- Tage in der Ferne. (übersetzt von Christian Prunitsch). Domowina, Bautzen 2003. ISBN 978-3-7420-1945-5.